# Estadi Son Bibiloni
La ciudad deportiva Antonio Asensio el campo de entrenamiento del R. C. D. Mallorca y terreno de juego del R. C. D. Mallorca "B" desde 2007, cuando el club dejó definitivamente el Estadio Lluís Sitjar.

## Historia
En 1997, bajo la presidencia de Bartolomé Beltrán, se compran cerca de 67 000 m² de terreno en la finca de Son Bibiloni, muy cerca de Palma, concretamente en el km. 8 de la carretera que conduce a Sóller. En estos terrenos, se construiría lo que sin ningún tipo de dudas es el mayor patrimonio de club; la “Ciudad Deportiva Antonio Asensio”. El encargado de realizar el proyecto fue el arquitecto Guillem Reynés.
Fue en agosto de 1998, cuando por fin la ciudad deportiva ve la luz, durante la etapa de Antonio Asensio (propietario del club) y Mateo Alemany.
En estos excelentes campos de entrenamiento, dignos de un gran equipo de primera división, realizan sus tareas diarias el primer y segundo equipo, además de equipos filiales. Equipos tan significativos como la Selección Alemana o el Inter de Milán han hecho aquí sus concentraciones.
Las instalaciones, constan de cuatro campos de fútbol reglamentarios de hierba, zona de entrenamiento para porteros, gimnasio, sauna, piscina climatizada, zona médica y sala de prensa.
La ciudad deportiva de Son Bibiloni, éxitos deportivos aparte, es uno de los mayores logros conquistados por el R. C. D. Mallorca en su historia.